# Mitu
Mitu je rod ptica iz porodice Cracidae, reda kokoški koji se sastoji od četiri vrste. Ptice ovog roda žive u vlažnim suptropskim tropskim šumama Južne Amerike. Perje im je crnkasto s bijelim ili riđim područjem između repa i nogu i vrhom repa, te crvenim kljunom i nogama. 